# Belmonte (película)
Belmonte es una película española rodada en 1994, protagonizada por Achero Mañas, dirigida por Juan Sebastián Bollaín y basada en la vida real del mítico torero sevillano Juan Belmonte.

## Argumento
La película se divide en tres partes: en la primera parte se narra los primeros años de Juan Belmonte (Achero Mañas) en Triana. Es un chico tímido, que comparte sus correrías con un grupo de golfillos trianeros, que igual torean a las bicicletas que pasan por la calle o a campo abierto en las dehesas, a la luz de la Luna y desafiando a los guardas. Ayuda a veces a su padre en la tienda de quincalla, se enamora de una chica del barrio, descubre el sexo con una mujer casada y, al fin, logra llamar la atención en una tienta del banderillero Calderón (Jesús Bonilla), amigo de su padre, que le conseguirá su primer contrato como novillero.
La segunda parte se desarrolla durante la década de 1910, desde los primeros triunfos de Belmonte como novillero, sus primeras cogidas, el nacimiento de su rivalidad con Joselito, sus grandes triunfos como matador de toros y sus larguísimas temporadas de más de 100 corridas, acompañado de su cuadrilla, de la que forma parte Calderón, quien le hace las veces de apoderado. Joselito y Belmonte protagonizan ellos solos la llamada "edad de oro" del toreo, dividiendo a la afición en partidarios de uno y otro y llenando las plazas de toda España. Pero a Belmonte no solo le interesan los toros. Despierto y de mente inquieta, en Madrid traba amistad con algunos de los intelectuales más importantes de la época, como Valle-Inclán, Julio Camba y algunos otros, que le tratan como un camarada en sus tertulias y le consideran un verdadero artista. También aparece su viaje a México, y las disparatadas aventuras que allí vivió en un clima revolucionario con algunos jefes militares. Luego el viaje a Perú, donde conoció a su futura esposa. Finaliza esta parte, con un Belmonte en la cumbre de su éxito, al que comunican la noticia de la muerte de Joselito, su amigo del alma, en la plaza de Talavera de la Reina. 
La tercera y última parte se desarrolla más de 40 años después, en 1962, durante la última semana de vida del diestro. Un Belmonte jubilado, vive en su cortijo de Cardeña, asistiendo a una tertulia taurina en Sevilla con nostálgicos y admiradores, ya convertido en un mito viviente. Belmonte sin embargo no soporta el declive físico, ni la sensación de haber sobrevivido más de la cuenta (todo el mundo anunciaba su muerte prematura por su forma de torear), con el recuerdo de su amigo José. Tras dejar todos los papeles en orden y pasear con un caballo al que ya no puede subirse, decide poner fin a su vida de un disparo en la cabeza. Un fin trágico para una vida maravillosa.

## Reparto
| Intérprete             | Personaje                |
| ---------------------- | ------------------------ |
| Achero Mañas           | Belmonte                 |
| Jesús Bonilla          | Calderón                 |
| Lautaro Murúa          | Belmonte Mayor           |
| Luis Miguel Calvo      | Joselito                 |
| Jacqueline Arenal      | Mujer Casada             |
| Mónica Molina          | Consuelo                 |
| Natalia Menéndez       | Julia                    |
| Raquel Sanchís         | Encarna                  |
| Enrique San Francisco  | Sebastián Miranda        |
| Txema Blasco           | Luis Rozalem             |
| Raúl Fraire            | Mayoral                  |
| Manolo Caro            | Riverito                 |
| Ernesto Alterio        | Julio Camba              |
| Roberto Quintana       | Padre Belmonte           |
| Pilar Barrera          | Madrastra de Belmonte    |
| Santiago Álvarez       | Valle-Inclán             |
| Carlos Lucena          | General Mejicano         |
| María Galiana          | Asunción                 |
| Aurelio Río            | Amigo pandilla           |
| Javier Reina           | Amigo pandilla           |
| Diego París            | Amigo pandilla           |
| Jorge Castillo         | Amigo pandilla           |
| Marga González         | Comadre Tienda           |
| Carlos Ballesteros     | D. Luis                  |
| Tito García            | Picador 'El Brillante'   |
| José Antonio Navarro   | Torero 'El Brillante'    |
| María Carbajo          | Esposa Camba             |
| Silvia Leblanc         | Esposa Miranda           |
| Ata Gomis              | Cantante Cabaret         |
| Elisa Matilla          | Cantante Cabaret         |
| Isaias González        | Mozo de Espadas Belmonte |
| Pepe Alcázar           | Mozo de Espadas Joselito |
| Benjamin García        | Cuadrilla Belmonte       |
| Nicolás Montiel        | Cuadrilla Belmonte       |
| Angelino Felipe        | Cuadrilla Belmonte       |
| Miguel Cubero          | Cuadrilla Belmonte       |
| Rafael Da Silva        | Cuadrilla Joselito       |
| Ángel Majano           | Cuadrilla Joselito       |
| Francisco Villaverde   | Cuadrilla Joselito       |
| Pedro José Calvo       | Cuadrilla Joselito       |
| Saturnino García       | Médico Arahal            |
| Paco Catalá            | Ventero                  |
| Manuel Morón           | A. Díaz Cañabate         |
| Pepo Oliva             | Juanito Belmonte         |
| Antonio Andrés La Peña | Cura                     |
| Roger Álvarez          | Gómez de la Serna        |
| José María Sacristán   | Oficial Notaría          |
| Víctor García          | Torerillo Aguaducho      |
| Alicia Cifredo         | Novia Torerillo          |
| Víctor Manuel Rivas    | Rodolfo Gaona            |
| Jesús Lucena           | Vendedor Melones         |
| Jesús Morillo          | Tío de Consuelo          |
| Alberto Ávila          | Novio Consuelo           |
| Rosario Santesmases    | Dueña Pensión            |
| Álvaro Gómez           | Admirador Joselito       |
| Pedro Martín           | Admirador Joselito       |
| Joan Dalmau            | Contertulio              |
| Eulogio Serrano        | Contertulio              |
| Paco De Osca           | Contertulio              |
| Ruperto Ares           | Capataz Tablada          |
| Pablo Viña             | Obrero Tablada           |
| Antonio de la Torre    | Obrero Tablada           |
| Félix Granado          | Adolfo Rozalem           |
| Juan León Gámez        | Hermano Rozalem          |
| Velilla Valbuena       | Mujer Club 2             |
| Humprey Bogart II      | Delegado Sorteo          |
| Otilia Laiz            | Sirvienta                |
| Teresa Cardell         | Modelo Miranda           |
| Luis Salguero          | Hombre Bicicleta         |
| Diego Villarreal       | Asistente General        |
| Víctor Sánchez         | Chófer General           |
| Carmen Santonja        | Pianista Cabaret         |
| Juan Luis Pérez        | Rafael El Gallo          |
| Nieves Romero          | Dama Cabaret             |
| Rubelig Gray           | Dependienta Tienda       |
| Estrella Zapatero      | Novia Gaona              |
| Amalia Pérez           | Chica Velá               |
| Maite Murillo          | Chica Velá               |
| Luis González          | Admirador                |
| Federico Rivelott      | Contertulio              |
| Rosa Lineros           | Guapa Trianera           |
| Antonio Estrada        | Pedigüeño                |
| Matías Prats           | Locuión NO-DO            |
| Eduardo Gómez          |                          |